# Stanisław Fiszer (generał)
Stanisław Fiszer, także Stanisław Fischer (ur. 3 października 1769 w Warszawie, zm. 18 października 1812 pod Tarutino (Winkowem)) – generał polski, szef sztabu armii Księstwa Warszawskiego.

## Życiorys
Wielkopolanin ze spolszczonej rodziny niemieckiej. Syn generała majora armii koronnej Karola Ludwika Fiszera (zm. 1783), herbu Taczała, brat Wilhelma i Karola Jana (obaj bracia, podobnie jak Stanisław, służyli w armii Księstwa Warszawskiego).
W latach 1783–1788 był uczniem Szkoły Rycerskiej, wstąpił do Dywizji Wielkopolskiej, do brygady Tadeusza Kościuszki. Pod jego rozkazami służył w czasie wojny polsko-rosyjskiej 1792, walczył m.in. w bitwach pod Połonnem i Dubienką i został mianowany porucznikiem. Odznaczony Krzyżem Kawalerskim Orderu Virtuti Militari. W końcu października 1792 przybył do Gdańska, gdzie według Szymona Askenazego na polecenie gen. Dąbrowskiego miał zbadać stan miejskich fortyfikacji, które miały posłużyć do realizacji projektu przebicia się pobitej w wojnie z Rosją polskiej armii przez pruskie Pomorze do Gdańska i oczekiwania w nim na pomoc rewolucyjnej Francji. W styczniu 1793 po wtargnięciu Prusaków do Wielkopolski, przebrany za felczera dotarł do Frankfurtu nad Odrą i rozpoznał siły i pozycje wkraczających wojsk pruskich.
Podczas insurekcji kościuszkowskiej towarzyszył Kościuszce jako adiutant, pod Maciejowicami został raniony w prawy bok piką, po czym wzięty do niewoli. Przewieziony został wraz z Kościuszką i Julianem Ursynem Niemcewiczem do Petersburga do twierdzy Pietropawłowskiej. Jako jedyny z jeńców i więźniów stanu odmówił składania zeznań, za co wywieziony został kibitką, wśród najsroższego mrozu, do Niżnego Nowogrodu. Odchorował ciężko tę podróż i nigdy już nie odzyskał całkowitej władzy w nogach. W Nowogrodzie więziony był 2 lata.
Przybył zaraz do Petersburga, ale pomimo zupełnego braku środków, zostawionych mu przez Kościuszkę pieniędzy nie przyjął. Następnie wyjechał do Paryża, gdzie doczekał się organizacji Legii Naddunajskiej i organizował w niej bataliony. W jednym z pierwszych starć pod Offenburgiem, w czerwcu 1799, został wzięty do niewoli. Był wówczas generałem brygady. Przeszło pół roku przesiedział w ciężkim więzieniu w twierdzy Königgrätz, aż został wymieniony przez gen. Moreau. Odzyskawszy wolność, objął w Livorno ponownie obowiązki szefa brygady i dowódcy piechoty legii, mianowany był nawet komendantem Livorno. Po 1801 roku podał się do dymisji i wyjechał do Paryża, gdzie podjął studia. Przebywał tam w otoczeniu Kościuszki, który wyswatał go z Wirydianną Kwilecką i wystarał się dlań o dzierżawę niewielkiego majateczku Koninko, nieopodal Poznania, gdzie osiadł w 1803 roku. Wirydiannę Kwilecką poślubia w 1806 roku.
Użyty przez Dąbrowskiego do urządzenia siły zbrojnej w Wielkopolsce podczas powstania, objął dowództwo brygady. Oblegał Gdańsk pod Lefebvrem. W 1807 został inspektorem generalnym piechoty, w 1808 został generałem brygady i naczelnikiem sztabu głównego wojsk Księstwa Warszawskiego. W ciągu dwóch lat postawił armię Księstwa, a zwłaszcza artylerię, na nogi. Raniony pod Raszynem. 22 sierpnia 1809, został odznaczony Krzyżem Komandorskim Orderu Virtuti Militari.
Od 1811 prowadził gorączkową działalność organizatorską i mobilizacyjną do wojny z Rosją. W 1812 roku przystąpił do Konfederacji Generalnej Królestwa Polskiego.
Wyruszył na Moskwę w 1812 roku, jako naczelnik sztabu V korpusu ks. Józefa. Walczył w bitwie pod Borodino i w zdobywaniu Moskwy. Przy odwrocie z Moskwy, w walce z uderzającym na Polaków korpusem Ostermana, poległ pod Tarutino 18 października 1812. Pochowany był we wsi Woronowo pod Moskwą.
Był członkiem jednej z gdańskich lóż wolnomularskich w 1792 roku. Z uwagi na niewielki wzrost nazywany Fiszerkiem.